# Estanys de la Montanyeta
Els Estanys de la Montanyeta (amb "o" per tal de respectar la pronúncia dialectal local) és un conjunt de quatre llacs d'origen glacial -un d'ells més petit que els altres tres- que són a uns 2.600 m. d'altitud els tres de baix i a uns 2.650 el superior, a la capçalera de la vall Fosca, al Pallars Jussà, al nord-est del poble de Cabdella, en el terme municipal de la Torre de Cabdella.
La seva conca està formada per les Pales de la Montanyeta, sota el Pic Morto, al nord i el Sobremonestero a llevant, a la zona més alt del nord del terme de la Torre de Cabdella. Pertany al grup de vint-i-sis llacs d'origen glacial de la capçalera del Flamisell, interconnectats subterràniament i per superfície entre ells i amb l'Estany Gento com a regulador del sistema. Rep les aigües de les muntanyes que els envolten, i entre ells es comuniquen per recollir les aigües en el que és més al sud-est, i en el punt de menys alçada. Finalment, les aigües aplegades per aquest darrer estany van a parar a l'Estany Morto.